# Jag, Daniel Blake

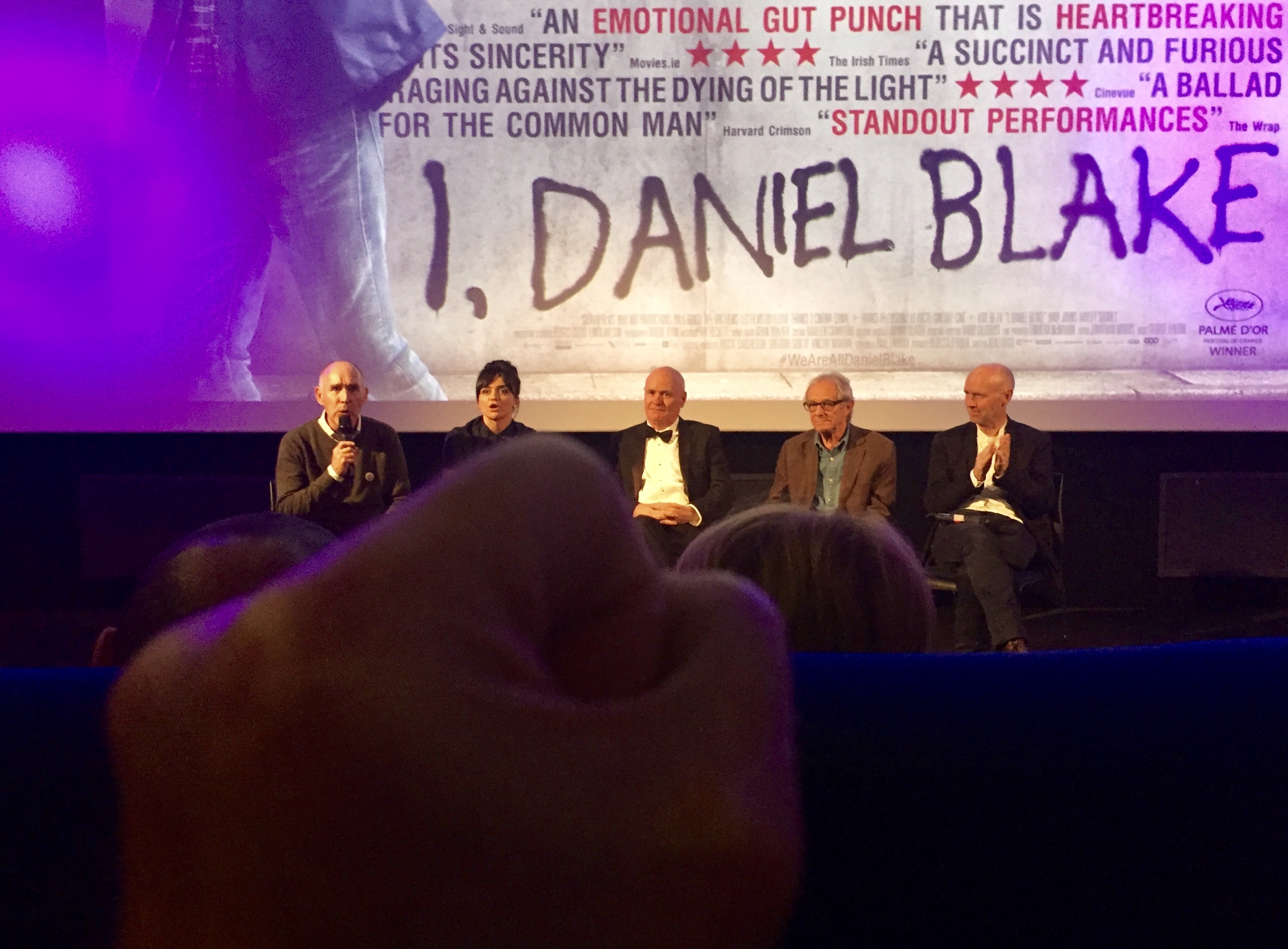
Foto från filmens smygpremiärvisning i Newcastle den 4 oktober 2016. Från vänster: Tony Dowling (ordförande i den lokala rörelsen North East People's Assembly), Hayley Squires ("Katie"), Dave Johns ("Dan"), Ken Loach (regi) och Paul Laverty (manus).

Jag, Daniel Blake (originaltitel: I, Daniel Blake) är en brittisk socialrealistisk dramafilm från 2016 i regi av Ken Loach och med manus av Paul Laverty.
Filmen tilldelades Guldpalmen vid filmfestivalen i Cannes 2016, Césarpriset för bästa utländska film (Meilleur film étranger) vid Césargalan 2017 och BAFTA Award för bästa brittiska film (Outstanding British Film of the Year) vid BAFTA-galan 2017.

## Handling
Filmen handlar om den 59-årige Daniel Blake (Dave Johns) som bor i Newcastle. Han blir sjukskriven på grund av hjärtproblem, men nekas bidrag från sjukkassan. Tittaren får följa Daniels kamp mot byråkratin. Samtidigt träffar han Katie (Hayley Squires), som har förlorat sin rätt till a-kassa.

## Medverkande
- Dave Johns – Daniel Blake
- Hayley Squires – Katie Morgan
- Dylan McKiernan – Dylan Morgan
- Briana Shann – Daisy Morgan
- Kate Rutter – Ann
- Kema Sikazwe – China
- Steven Richens – Piper
- Gavin Webster – Joe